# Timo Scholz
Timo Scholz (né le 30 juin 1972 à Leipzig) est un coureur cycliste allemand. Spécialiste de la piste et en particulier du demi-fond, il est champion d'Europe 2007 et 2008 et champion d'Allemagne en 2008 de la discipline. Il a également fait carrière sur route, remportant notamment le Tour de Bavière en 1995. 

## Palmarès sur route

### Par années
- 1995
  - Tour de Bavière
  - Erzgebirgsrundfahrt
  - 2e du Tour de Saxe
  - 3e du Tour de Thuringe
- 1996
  - 3e du Tour de Nouvelle-Calédonie
- 1997
  - Tour de Thuringe
- 1999
  - Tour de Sebnitz
  - 2e de l'Erzgebirgsrundfahrt
  - 3e du Tour de Nuremberg
- 2000
  - 3e étape du Tour du Costa Rica
- 2001
  - 2e de la Flèche du Sud
  - 2e du Tour de Brandebourg
- 2002
  - Tour de Brandebourg :
    - Classement général
    - 1re étape

  - 8e étape du Tour de Cuba
  - 3e du Tour de Bohême
  - 3e du championnat d'Allemagne de la montagne
- 2007
  - 1reb étape du Tour du Maroc
- 2008
  - 2e de la Tobago Cycling Classic
- 2009
  - 4e étape de la Binh Duong TV Cup
  - 3e de la Tobago Cycling Classic
- 2010
  - 8e étape de la Binh Duong TV Cup
  - 1re étape du Tour de Guyane
  - 2e du Tour de Guyane
  - 3e de la Binh Duong TV Cup
- 2011
  - 9e étape du Tour de Guyane

### Classements mondiaux
| Année           | 2007 | 2008 | 2009 | 2010 | 2011 | 2012 | 2013 |
| --------------- | ---- | ---- | ---- | ---- | ---- | ---- | ---- |
| UCI Africa Tour | 122e |      |      | 126e |      |      |      |
| UCI Asia Tour   |      |      |      |      |      | 110e | 117e |

## Palmarès sur piste

### Championnats d'Europe
- 2006
  -  Médaillé de bronze du demi-fond
- 2007
  -  Champion d'Europe de demi-fond
- 2008
  -  Champion d'Europe de demi-fond

### Championnats nationaux
- Champion d'Allemagne de poursuite par équipes : 1997 (avec Holger Roth, Jens Lehmann et Thomas Liese)
- Champion d'Allemagne de demi-fond : 2008
- Champion d'Allemagne de course derrière derny : 2009 et 2011